# AC Savoia
AC Savoia – włoski klub piłkarski, mający swoją siedzibę w mieście Mediolan, na północy kraju.

## Historia
Chronologia nazw:
- 1911: AC Savoia
- 1914: klub rozwiązano

Piłkarski klub AC Savoia został założony w Mediolanie w 1911 roku. W sezonie 1911/12 zwyciężył w finale lombarda Terza Categoria. W następnym sezonie zespół zajął 8.miejsce w Promozione lombarda. W sezonie 1913/14 zdobył awans do Prima Categoria. Klub został przydzielony do grupy C Prima Categoria Lombarda, ale zrezygnował z występów i w każdym meczu zaniesiono porażkę 0:2 do tabeli ligowej. W 2014 klub został rozwiązany a niektórzy piłkarze przeszły do Sport Iris Milan, Juventus Italia i A.M.C.

## Sukcesy

### Trofea międzynarodowe
Nie uczestniczył w rozgrywkach europejskich (stan na 31-12-2016).

### Trofea krajowe
| \| \| Zdobyte trofea w rozgrywkach Włoch (stan na: 31-05-2017) \| |                                                          |      |                   |
| Rozgrywki                                                         | Osiągnięcie                                              | Razy | Sezon(y)          |
| · Mistrzostwo                                                     | I miejsce                                                | 0    |                   |
| · Mistrzostwo                                                     | II miejsce                                               | 0    |                   |
| · Mistrzostwo                                                     | III miejsce                                              | 0    |                   |
| · Mistrzostwo                                                     | 6.miejsce                                                | 1    | 1914/15 (grupa C) |
| · Puchar                                                          | zdobywca                                                 | 0    |                   |
| · Puchar                                                          | finalista                                                | 0    |                   |
| II liga                                                           | I miejsce                                                | 0    |                   |
| II liga                                                           | II miejsce                                               | 0    |                   |
| II liga                                                           | III miejsce                                              | 0    |                   |
| Włochy                                                            | Zdobyte trofea w rozgrywkach Włoch (stan na: 31-05-2017) |      |                   |

## Stadion
Klub rozgrywał swoje mecze domowe na stadionie Portello w Mediolanie.